# Heterolepisma zelandica
Heterolepisma zelandica är en insektsart som först beskrevs av Tillyard 1924.  Heterolepisma zelandica ingår i släktet Heterolepisma och familjen silverborstsvansar. Inga underarter finns listade i Catalogue of Life.